# Носиковка
Но́сиковка (укр. Носиківка, пол. Nasikówka, Nosikówka) — село на Украине, находится в Шаргородском районе Винницкой области.
Код КОАТУУ — 0525385501. Население по переписи 2001 года составляет 924 человека. Почтовый индекс — 23513. Телефонный код — 4344.
Занимает площадь 30 км².

## Религия
В селе действует Свято-Николаевский храм Шаргородского благочиния Могилёв-Подольской епархии Украинской православной церкви.

## Адрес местного совета
23513, Винницкая область, Шаргородский р-н, с. Носиковка, ул. Ленина